# Школа Пунахоу
Школа Пунахоу (до 1934 відома як коледж Оаху) — приватний підготовчий навчальний заклад, розташований у Гонолулу (Гаваї).
Коледж Оаху було засновано 1841 року. Нині в школі проводиться навчання за широким спектром програм.
Найбільш відомий навчальний заклад завдяки одному зі своїх випускників — 1979 року школу Пунахоу закінчив майбутній 44-й президент США Барак Обама.